# Ilias Tzempetonidis
Ilias Tzempetonidis (griechisch Ηλίας Τζεμπετονίδης, * 1969 in Larisa, Griechenland) ist ein griechischer Kulturmanager. Er war  Artistic Advisor und Casting Director in verschiedenen europäischen Häusern (u. a. Teatro alla Scala) und besetzt seit 2024 diese Position bei den  von  Jonas Kaufmann als Intendant geleiteten  Tiroler Festspielen Erl.

## Leben und Ausbildung
Tzempetonidis wurde in Larisa geboren und wuchs in Thessaloniki auf. Er studierte Jura, Kontaktmanagement und Kunst an der Ludwig-Maximilians-Universität in München. Seinen ersten Kontakt mit klassischer Musik und Oper hatte er 1994, als er am Festival in Nafplio teilnahm. Von 1996 bis 2000 arbeitete er an der Bayerischen Staatsoper in München. Nach seiner Rückkehr nach Griechenland wurde er als künstlerischer Koordinator an der Philharmonie Thessaloniki engagiert, wo er für Casting, Programmgestaltung und Produktionsbudgetierung zuständig war (2000–2006). Im Jahr 2006 wurde Tzempetonidis zum Direktor für künstlerische Planung und Besetzung an der Griechischen Nationaloper ernannt. Von 2010 bis 2013 war er Casting-Direktor am Teatro alla Scala in Mailand. 2014 wurde Tzempetonidis Casting-Direktor am Palais Garnier in Paris und an der Opera Bastille in Frankreich.
Im Juni 2023 wurde Jonas Kaufmann als Intendant der Tiroler Festspiele Erl ab September 2024 vorgestellt. Im April 2024 präsentierte Kaufmann – zusammen mit dem Präsidenten Hans Peter Haselsteiner, Tzempetonidis und Asher Fisch als neuem Chefdirigenten – seine komplette erste Saison.